# 呂蒂斯堡

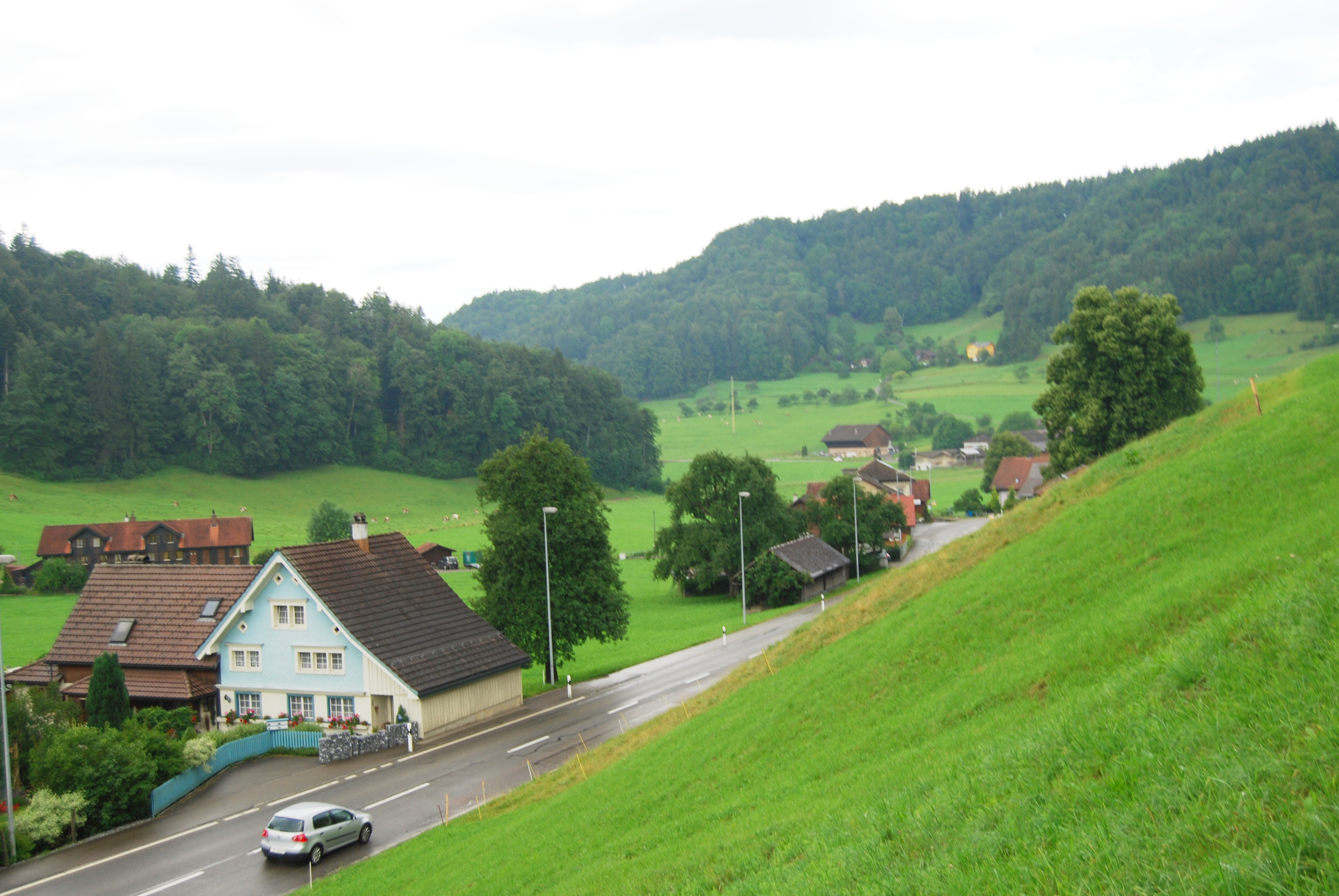

呂蒂斯堡是瑞士的城鎮，位於該國東北部，由聖加侖州負責管轄，面積14.04平方公里，海拔高度580米，2011年人口1,402，一半人口信奉羅馬天主教，人口密度每平方公里100人。

## 外部連結
- Official website （德文）